# Ulysse Pila
Pour les articles homonymes, voir Pila.
Ulysse Pila (Ulysse Clément Pila), né le 5 septembre 1837 à Avignon et mort le 10 mars 1909 à Lyon est un homme d'affaires lyonnais, membre du conseil de la Banque d'Indochine et vice-président de l'Union coloniale française.

## Biographie
Ulysse Pila est le troisième enfant de Michel Pila et de Mira Massador.  Son père est négociant en soierie à Avignon. Ulysse est élève à Avignon puis au petit séminaire de Béziers . Il quitte alors le midi pour Lyon et fait son apprentissage professionnel dans l'entreprise d'importation de soie Raffard et Chassignol, située à la Croix-Rousse. En 1864, il se rend à Shanghaï en qualité d'inspecteur des soies d'une maison anglaise Oxford et Cie. Mais (pour des raisons de santé ou parce que l'entreprise anglaise cesse ses activités ?) il est amené à se rendre à Yokohama, au Japon, et là il s'intéresse au commerce des graines de vers à soie. Il rentre en France et crée, à Marseille, en 1867, avec Pierre Raffard la société Ulysse Vila et Cie, laquelle crée une succursale à Shangaï.
Le 10 juin 1872 il épouse la file d'un négociant marseillais, Mathilde Pianello. Mais la crise à Marseille conduit Ulysse Pila à revenir à Lyon, ville plus reconnue et structurée dans le commerce de la soie. Ses affaires prospèrent.
Dès 1880 il s'intéresse aux affaires coloniales et tout particulièrement au Tonkin. En 1886, il se rend dans ce pays et obtient "pour une période de vingt années, le droit exclusif d'établir dans le port de Haïphong des magasins généraux délivrant des warrants servant d'entrepôts réels, avec appontements en eau profonde destinés à l'accostage des navires de mer ou tous autres établissements similaires". Il crée la Société des docks de Haïphong. Mais la société est rachetée, en 1892, par le protectorat et Pila revient à la soie.  
Son expérience et ses réseaux font qu'il est considéré comme expert et il assume de nombreuses responsabilités qui témoignent de son importance locale et même nationale : juge au tribunal de commerce, président de la Compagnie du gaz de Lyon, président de la Société des magasins généraux, vice-président du conseil supérieur de l'exposition, membre de la Chambre de Commerce, administrateur de la Société Lyonnaise, vice-président du Cours officiel des soies, président de la société lyonnaise indochinoise, président de la société des mines de la Bouble, administrateur de la Compagnie de navigation du Rhône...
Ulysse Pila est fait chevalier de la légion d'honneur en 1886 et officier en 1898.

## Publications
Ce que l'on peut faire au Tonkin, conférence faite sous le patronage de l'Union coloniale française, Paris, 1897, Union coloniale française (consultable dans Gallica)
Vingt Ans de progrès colonial, nécessité d'un enseignement colonial, conférence faite à la Société d'économie politique de Lyon, Lyon 1900, A. Rey 33 p.  (consultable dans Gallica)
La Colonisation en Indochine. Réception de M. P. Beau, gouverneur général de l'Indochine, Chambre de commerce de Lyon. 1905. Impr. A. Rey, 55 p.